# Mestna knjižnica Ljubljana
Mestna knjižnica Ljubljana (kratica MKL) je javni zavod Mestne občine Ljubljane. Ustanovljena je bila 2.6.2008 s sklepom mestnega sveta MOL o ustanovitvi javnega zavoda MKL , s posebnim sklepom pa so bile ukinjene tudi dotedanje samostojne knjižnice: Knjižnica Bežigrad, Knjižnica Otona Župančiča, Knjižnica Prežihov Voranc, Knjižnica Šiška in Slovanska knjižnica kot javni zavodi. 
Mestna knjižnica Ljubljana je ena izmed slovenskih osrednjih območnih knjižnic.
Sedež zavoda je na Kersnikovi ulici 2  v Ljubljani.

## Vodstvo
Direktorica knjižnice je Teja Zorko.

## Mreža
- Knjižnica Bežigrad

- Knjižnica Črnuče
- Knjižnica dr. France Škerl
- Knjižnica Glinškova ploščad
- Knjižnica Savsko naselje

- Knjižnica Jožeta Mazovca

- Knjižnica Polje
- Knjižnica Fužine
- Knjižnica Zalog
- Knjižnica Jarše
- Knjižnica Zadvor

- Knjižnica Otona Župančiča

- Knjižnica Poljane
- Knjižnica Nove Poljane
- Knjižnica Kolodvor

- Knjižnica Prežihov Voranc

- Knjižnica Rudnik
- Knjižnica Brdo
- Knjižnica Grba
- Knjižnica Ig
- Knjižnica Dobrova
- Knjižnica Škofljica
- Knjižnica Frana Levstika
- Knjižnica Horjul
- Knjižnica Podpeč
- Knjižnica Brezovica
- Knjižnica Rakitna
- Knjižnica Notranje Gorice
- Knjižnica Polhov Gradec
- Knjižnica Rob
- Knjižnica Šentjošt

- Knjižnica Šiška

- Knjižnica Šentvid
- Knjižnica Gameljne
- Knjižnica Vodice

- Slovanska knjižnica
- Potujoča knjižnica MKL
- Trubarjeva hiša literature

## Prireditve
Mestna knjižnica Ljubljana pripravlja za svoje uporabnike in zainteresirano javnost mesečno več kot 200 prireditev, seznam le-teh je dostopen v obliki seznama  ali virtualnega mesečnika prireditev .